# Логор Организације Тот
Сабирни логор Организације Тот основан је на самом ушћу Саве у Дунав, у непосредној близини Гестаповог логора Земун, током окупације Србије у Другом светском рату. Формиран је 1942. године а затворен непосредно након савезничког бомбардовања 16. и 17. априла 1944. године. Сматра се да је у филијалама овог логора и на ади Острово, живот изгубило 2248 заточеника.

## Организација Тот
Непосредно по доласку нациста на власт у Немачкој, започео је процес јачања војно-инжењерске организације задужене за велике пројекте изградње земље, која је временом преузимала све значајнију функцију у ратној индустрији. Организација је добила име по свом оснивачу др Фрицу Тоту (нем Fritz Todt), и у годинама пред избијање рата, регрутовала је преко 1 700 000 Немаца у војно-цивилним пословима. Представљала је важну карику у ланцу принудног рада. По начину организације, хијерархизације па чак и саме репрезентације, односно самог начина обележавања ранга и позиције својим припадника, готово се није разликовала од устројства нацистичке војске, за коју је углавном и радила. Њен оснивач је погинуо у авионској несрећи 1942. године, па је руковођење преузео главни нацистички архитекта Алберт Шпер. Проценат радне снаге, односно ратних заробљеника је стално растао, а самих запослених је био преко милион и по. Били су ангажовани на пословима утврђивања војних објеката, као и на пољопривредним добрима. На окупираним територијама Организација Тот је радила на пројектима изградње великих објеката. Присилни рад је у ратним годинама постао основ привредне производње и стога је позиција ове организације била од изузетног значаја.

## Оснивање логора
На територији окупиране Србије, Организацији Тот су већ током 1941. године поверени неки од најбитнијих пројеката. Наиме очекујући отпор свих слојева друштва, нацисти су већ током лета 1941. године започели са израдом планова о формирању логора који би примио све неподобне и сумњиве особе и оне који су се оружјем противили новом режиму. Први планови за изградњу већег логора у Србији је била на обали реке Саве, у селу Засавица, недалеко од Шапца. Логор је био предвиђен да прими између 50 000 и 500 000 заточеника. Према неким плановима, требало је да се оснују два одвојена логора, један за Јевреје и Роме, други за Србе. Терен се показао као неподесан због плављења Саве, те је опуномоћени и Командујући генерал у Србији, Беме зауставио радове на изградњу логора у Засавици и истог дана. 28. октобра 1941. године су започети радови на преуређењу београдског Сајма у Логор Земун. То је био први ангажман организације Тот у Београду.
Током новембра месеца на Сајмишту су делимично поправљена оштећења настала током дизања у ваздух моста краља Александра, од стране југословенске војске у повлачењу и изграђени су боксови кревета на три или четири спрата. Уз организацију Тот радили су и јеврејски затвореници из логора Топовске шупе, који нису ликвидирани током масовних стрељана крајем јесени исте године.
Непуних годину дана касније, Организација Тот је у непосредној близини логора Земун основала свој логор, адаптацијом прихватног логора који је 1940. године подигнут за смештај немачких избеглица. Наиме, велике миграције становништва су биле последица Споразума о ненападању између Совјетског Савеза и Немачке и омогућавале су транспорт немачког становништва након припајања Бесарабије и Буковине Совјетском Савезу. Њихово путовање је текло преко Кладова и Београда, где су на ушћу Саве у Дунав проводили извесно време. Краљевина Југославија је омогућила изградњу прихватног центра за смештај немачких избеглица, које су даље путовање настављале бродовима или возовима из Земуна.
На том простору, Организација Тот је током прве половине 1942. године уредила логор који је функционисао независно од Гестаповог Прихватног логора Земун. Систем дрвених барака, са централним простором за смотре и окупљања логораша, који је подсећао на концентрационе логоре подигнуте у Немачкој и Пољској, био је предвиђен за смештај принудних радника.

## Затвореници
У Сабирни логор организације Тот, прво су затворени партизани из Далмације и Босне, као и ухапшени комунисти. Као физички издржљивији и најснажнији, они су подвргнути режиму лекарског надзора и донекле бољој исхрани, како би се припремили за рад. Првих 2500 људи је пребачено у логор Организације Тот између 25. и 31. августа 1942. године. Одатле је требало да буду упућени на рад у Немачку. Непуна два месеца касније, они су у два велика транспорта упућени у Норвешку, 19 октобра 1942. године и 19. јануара 1943. године. После тога, Sammerlager, како је било званично име логора је био затворен на неодређено време, а бараке су послужиле за смештај војника 13. оружане брдске СС дивизије Ханџар. После краћег времена, логор је поново претворен у заробљенички логор, у који су затворени припадници Народно-ослободилачког покрета са територије НДХ, који су добили статус ратних заробљеника. Поред осталих, били су смештени и италијански и совјетски ратни заробљеници, али и партизани из Босне. Партизани ухваћени ван територије НДХ у прво време нису имали статус ратних заробљеника и стога су смештани у логор Семлин.

## Островачка ада
Поред логора на ушћу Саве у Дунав, Организација Тот је руководила и логором на Островачкој ади. Неколико стотина логораша са Сајмишта (до 800 људи), упућено је тамо на сечу шуме. Државна комисија за утврђивање злочина окупатора и њихових помагача прикупила је сведочанства о превожењу шлепером логораша из Земуна на Островачку аду. После обављеног посла у Земун је враћено тек око 200 људи, док је по другим сведочанствима, преживело само 86 заточеника. Остали су умрли од дифтерије и исцрпљености, или су били убијени,
Према сведочењима логораша, на острву код Дубовца, на сечу шуме су довођени и Јевреји, који су ту ликвидирани и потом сахрањивани у масовним гробницама. Као командант логора на Дунаву, помињао се извесни есесовац из Ковина, Најстер. На Островачкој ади људи су спавали под надстрешницама, ограђеним бодљикавом жицом. На два краја логора, налазиле су се митраљеска гнезда висока 4 метра.
Људи су били принуђени да пију воду из Дунава, те да раде до исцрпљености. Према сећањима преживелих, од последица рада и дифтерије, као и тортуре, дневно је умирало и до 20-30 заробљеника, који су сахрањени у масовним гробницама.